# Музейный комплекс имени И. Я. Словцова
Музейный комплекс им. И. Я. Словцова — музей, основанный в 1879 году, является одним из самых старинных в Сибири.

## История
Его основателем считается крупнейший ученый, краевед Иван Яковлевич Словцов (1844—1907), чьи музейные коллекции до 1922 года экспонировались в здании Александровского реального училища. С самого начала музей формировался как многопрофильный: краеведческий и научный. В конце XIX века его собрание сравнивали с наиболее значительными европейскими музейными коллекциями. Среди региональных музеев такое значение он сохраняет и сегодня.
В 1945 году музей получил статус областного краеведческого и во второй половине XX в. значительно расширил масштаб своей деятельности. Получение в пользование новых объектов, в большинстве своём зданий, которые являются памятниками истории и архитектуры федерального значения, способствовало созданию сети филиалов. Музей дважды осуществил капитальный ремонт и реставрацию занимаемых зданий. Научный коллектив учреждения работает по широкому спектру исследовательских тем, с 1989 года регулярно проводится научно-практическая конференция «Словцовские чтения», совместно с научными центрами Тюменской области и, прежде всего, с Тюменским государственным университетом, издаются сборники научных трудов, каталоги, методические пособия и путеводители.
В мае 2008 года путём слияния Тюменского областного музея изобразительных искусств и Тюменского областного краеведческого музея им. И. Я. Словцова создано ГУК Тюменской области «Музейный комплекс». Комплексный профиль учреждения включил два направления: краеведческое и художественное. В 2009 году музейному комплексу было присвоено имя Ивана Яковлевича Словцова. В 2010 году ГАУК ТО «Музейный комплекс имени Ивана Яковлевича Словцова» объединило в себе несколько музеев, каждый из которых является уникальным центром сохранения историко-культурного наследия нашего региона. 
В 2017 году Тобольский историко-архитектурный музей-заповедник, Музейный комплекс имени И. Я. Словцова и Ялуторовский музейный комплекс реорганизованы в форме слияния в ГАУК ТО «Тюменское музейно-просветительское объединение». В том же году было открыто новое современное здание Музейного комплекса им. И. Я. Словцова по адресу ул. Советская, 63. Федеральные эксперты дали высокую оценку данному проекту и рекомендовали использовать его как базовый центр по работе с музейными учреждениями Урала и Сибири. В Главном корпусе расположены фондохранилище (9 000 м2), экспозиционные и выставочные залы (6 600 м2), амфитеатр и 7 зон музейного сервиса, библиотека, Центр промыслов и ремесел, музейно-ремесленный цех, детский центр "Музей Детям", кафетерий, сувенирный остров, общая площадь здания 29 000 м². Виртуальный тур по музеям комплекса можно совершить на сайте учреждения
На сегодня генеральным директором Тюменского музейно-просветительского объединения является Сидорова Светлана Юрьевна, директором Музейного комплекса имени И.Я. Словцова - Панасенко Иван Александрович.

## Объекты музейного показа
В состав музейного комплекса входят:
- Археологический музей-заповедник на оз. Андреевское
- Музей «Городская Дума»
- Музей «Усадьба Колокольниковых» («Музей истории дома» и «Торговая лавка»)
- Музей «Дом Машарова»
- Исторический парк «Россия — Моя история»
- Главное здание Музейного комплекса (ул. Советская, 63)